# فاکس‌کچر (فیلم)
فاکس‌کَچِر (به انگلیسی: Foxcatcher) فیلم درام زندگی‌نامه‌ای محصول ۲۰۱۴ آمریکا به کارگردانی بنت میلر و با بازی چنینگ تیتوم (در نقش مارک شولتز)، مارک روفالو (در نقش دیو) و استیو کارل است. ای. مکس فرای و دَن فاترمن فیلمنامه آن را نگاشته‌اند. فاکس‌کچر در بخش اصلی برای نخل طلایی در جشنواره فیلم کن ۲۰۱۴ رقابت کرد که میلِر در آن برنده جایزه بهترین کارگردانی شد. فیلم برای پنج اسکار از جمله بهترین بازیگر برای استیو کارل، بهترین بازیگر نقش مکمل برای مارک روفالو، و بهترین کارگردانی برای بنت میلر در هشتاد و هفتمین دوره آن نامزد دریافت جایزه شد. فیلم نامزد سه جایزه گلدن گلوب، شامل بهترین فیلم نیز بود.
داستان فیلم بر اساس زندگی واقعی و تراژیک دیو شولتز، قهرمان کشتی آزاد المپیک ساخته شده‌است. نام فیلم نیز از عنوان باشگاهی گرفته شده‌است که دیوید شولتز و برادرش مارک شولتز زیر نظر جان دو پان در آن کار می‌کردند.

## جوایز
- کاندیدای اسکار بهترین بازیگر نقش اول مرد
- کاندیدای اسکار بهترین بازیگر نقش مکمل مرد
- کاندیدای اسکار بهترین کارگردانی
- کاندیدای اسکار بهترین فیلمنامه غیر اقتباسی
- کاندیدای اسکار بهترین چهره پردازی
- بفتا: کاندیدای بهترین بازیگر نقش مکمل مرد برای مارک رافالو –در نقش دیو شولتز